# Américo Esporte Clube
Américo Esporte Clube é uma agremiação esportiva de Américo Brasiliense, interior do estado de São Paulo. Foi fundada em 25 de setembro de 2007.
O clube disputou pela primeira vez, em 2008, o Campeonato Paulista da Segunda Divisão.

## Estatísticas

### Participações
| Aumento | Promovido à divisão superior  |
| Baixa   | Rebaixado à divisão inferior  |
| Inativo | Licenciamento no ano seguinte |

| Competição | Competição      | Temporadas | Melhor campanha    | Anos      | A | R |
| São Paulo  | Segunda Divisão | 6          | 8º colocado (2008) | 2008-2013 | – |   |